# Eugène Méderlet
Claude Eugène Méderlet, né le 15 novembre 1867 à Erstroff en Moselle (France), décédé le 12 décembre 1934 à Pallikonda (Inde), était un prêtre salésien français, archevêque catholique de Madras du 3 juillet 1928 à sa mort, le 12 décembre 1934.

## Biographie
Fils de Jean-Nicolas Méderlet (1833-1871), paysan, tourneur, et de Célestine Blaise (1838-1895), femme de ménage. Après le décès de son père, en 1871, sa mère élèvera seule ses 3 enfants : Pauline, Nicolas et Eugène. Sa sœur Pauline sera religieuse chez les Sœurs de la Divine Providence de Saint-Jean de Bassel. Son frère Nicolas s’installera en Suisse.
Nicolas Albert  (1836-1904), curé d’Erstroff de 1873 à 1880, donnera ses premières leçons de latin et de français au jeune Eugène afin de lui permettre d’entrer au petit séminaire de Montigny-les-Metz.
De retour à Erstroff en 1884, il fut recommandé aux franciscains de Bordeaux pour entrer au collège séraphique. Il voulait devenir prêtre franciscain.
Oblat au couvent de Béziers jusqu’en 1890, il reçoit ensuite l’habit de l’Ordre des frères mineurs et devient novice à Pau sous le nom religieux de frère Seraphinus ab Erstroff.
Il change de congrégation quatre mois plus tard pour aller chez les salésiens de don Bosco à Turin et entre au noviciat Foglizzo Canavese (Piémont). Il prononce ses premiers vœux à Turin le 11 décembre 1891.
En 1892, il est transféré à Liège pour compléter ses études. Il est ordonné prêtre le 8 juillet 1894. 

## L'homme d'église
Nommé directeur de la Maison salésienne de Muri, une école professionnelle dans le canton d’Argovie (Suisse) qui fut inauguré le 8 décembre 1897, il ouvre en collaboration avec des confrères et des laïcs plusieurs ateliers d’apprentissage : cordonniers, tailleurs, selliers, serruriers, menuisiers, boulangers, relieurs, imprimeurs. La maison salésienne de Muri fermera en 1904 ; il devient alors directeur de la maison de Liège, connue pour ses grands ateliers d’apprentissage.
En 1906, en route pour la Chine, il s’arrête à Mylapore, en Inde ; il reçoit là-bas un télégramme lui demandant d’aller à Tanjore (sud de l’Inde) pour remplacer le prêtre qui vient de décéder. Il y restera missionnaire pendant 20 ans et fondera un orphelinat et une école professionnelle. En 1915, il devient curé de Tanjore avec la mission de convertir les gens à la religion catholique.
En 1928, le Saint-Siège confie l’archidiocèse de Madras aux salésiens ; Méderlet est nommé archevêque : le 28 octobre 1928 il reçoit la consécration épiscopale dans la cathédrale. Comme évêque, il continue son action ; il ouvre un petit séminaire à Madras, des écoles, des oratoires. 
En 1926, 1929 et 1934, il reviendra en Europe pour collecter de l’argent et recruter des missionnaires.
Le 18 juillet 1934, il écrit : « En Allemagne ça va très mal pour la chère jeunesse. Par la méthode de Hitler toute la jeunesse est corrompue ou le sera bientôt. »
Il se rendra une dernière fois à Erstroff, son village natal, le 29 juillet 1934, avant de repartir en Inde.
Le 12 décembre 1934, il meurt d'une crise cardiaque à Pallikonda (Inde), dans le confessionnal.